# Delonoma iothrinca
Delonoma iothrinca är en fjärilsart som beskrevs av Edward Meyrick 1914. Delonoma iothrinca ingår i släktet Delonoma och familjen praktmalar, Oecophoridae. Inga underarter finns listade i Catalogue of Life.